# 冲
冲，湘语方言，指山谷中的平地。可用于地名，在湖南，许多地方和村寨都以“冲”字冠名，最著名的要数“韶山”。一般来看，称为“冲”的地方是有人居住的小山村（自然村），用“冲”指地时，常有偏僻之意。
长沙附近有很多“冲”，如：丝茅冲（谭盾故乡），下关冲，周子冲，铁弓冲，茅栗冲，消家冲，张家冲，木冲，西冲，曹家冲，曾家冲，郑家冲，杨家冲，石人冲，等等。

## 另見
- 涌